# Rudi Vervoort
Pour les articles homonymes, voir Vervoort.
Rudi Vervoort, né le 20 novembre 1958 à Berchem-Sainte-Agathe, est un homme politique belge bruxellois, membre du Parti socialiste (PS). Licencié en droit, il est Bourgmestre de la commune d'Evere entre 1998 et 2024 et Ministre-président de la Région de Bruxelles-Capitale depuis 2013.

## Enfance et études
Rudi Vervoort est né le 20 novembre 1958 d’un père néerlandophone et d’une mère francophone. Il devient membre du PS à 22 ans. En 1981, il obtient son diplôme de juriste à l’ULB.

## Carrière
En 1989, il est élu conseiller communal à Evere. Echevin en 1993, il exercera ses compétences dans les domaines du sport, de l’éducation, de la culture puis des finances, avant de devenir Bourgmestre en 1998. En 1999, il est élu député régional et fait son entrée au Parlement bruxellois. Il devient aussi chef de groupe PS. Il a également siégé comme parlementaire à la Communauté française de 2004 à mai 2013. En 2012, Rudi est élu vice-président de la Fédération bruxelloise du PS et succède à Philippe Moureaux.
Le 8 mai 2013, il succède à Charles Picqué en tant que Ministre-Président du gouvernement bruxellois. Sous sa direction, plusieurs réformes majeures sont mises en place, notamment dans les domaines de l’urbanisme et du logement. Il supervise le développement du Plan Canal, un vaste projet de réaménagement urbain visant à revitaliser plusieurs quartiers le long du canal de Bruxelles.
Son mandat est marqué par plusieurs crises majeures, dont la fermeture partielle de plusieurs tunnels bruxellois en raison de leur état de vétusté en 2016. Face à cette situation, son gouvernement met en place un plan de rénovation à long terme afin de garantir la sécurité et la modernisation des infrastructures routières de la capitale.
La même année, le Gouvernement bruxellois est confronté aux attentats du 22 mars 2016 qui frappent l’aéroport de Zaventem et la station de métro Maelbeek. En tant que Ministre-Président, il participe à la coordination des mesures de gestion de crise et de soutien aux victimes au niveau régional. À la suite de ces événements, il joue un rôle clé à la création de Bruxelles Prévention & Sécurité (devenu Safe.Brussels), l’agence régionale de sécurité, chargée de coordonner les services de police et de secours, de renforcer les politiques de prévention et d’améliorer la gestion des situations de crise en Région bruxelloise.
Il est réélu en 2019 et entame un troisième mandat en tant que Ministre-Président de la Région de Bruxelles-Capitale..

## Fonctions politiques
- Bourgmestre d'Evere de 1998 à 2024.
- Député au Parlement de la Région de Bruxelles-Capitale entre le 29 juin 1999 et le 7 mai 2013
- Président du groupe PS du Parlement de la Région de Bruxelles-Capitale jusqu'au 7 mai 2013
- Ministre, membre du collège de la Commission communautaire française de la Région de Bruxelles-Capitale (COCOF)[8]
- Député au Parlement de la Communauté française de Belgique entre le 6 juillet 2004 et le 7 mai 2013
- Vice-président du Parti socialiste (Belgique) et président de sa section bruxelloise entre le 25 juin 2012 et le 18 janvier 2013[9],[10]
- Ministre-président du Gouvernement de la Région de Bruxelles-Capitale depuis le 7 mai 2013[11],[12]

## Décoration
- Grand officier de l'ordre de Léopold (2019)[13]